# Het Korsakow-syndroom
Het Korsakow-syndroom is een hoorspel van Theodor Weißenborn. Korsakow werd op 14 februari 1968 door de Westdeutscher Rundfunk uitgezonden en vertaald door Gérard van Kalmthout. De KRO zond het uit op dinsdag 26 november 1968 in het programma Dinsdagavondtheater. De regisseur was Léon Povel. De uitzending duurde 57 minuten.

## Rolbezetting
- Hans Veerman (Paul Tobisch)
- Hetty Berger (Herta Tobisch)
- Joke Hagelen (Bernd Tobisch)
- Paula Majoor (Heinz Tobisch)
- Rob Geraerds (professor Stuckmann)
- Frans Somers (assistent-dokter, medepatiënt)
- Nel Snel (hoofdverpleegster)
- Elly den Haring (verpleegster, studente)

## Inhoud
Beroofd van zijn herinnering en daarmee van zijn identiteit, hulpeloos en tegelijk agressief beweegt de patiënt Paul Tobisch zich in de vertrekken van het ziekenhuis, geduldig verzorgd door het verplegend personeel, tevergeefs omstuwd door zijn vrouw, welkom als demonstratie-object voor de medische causerie - voor altijd een verpleeggeval…